# Base Naval de Lisboa

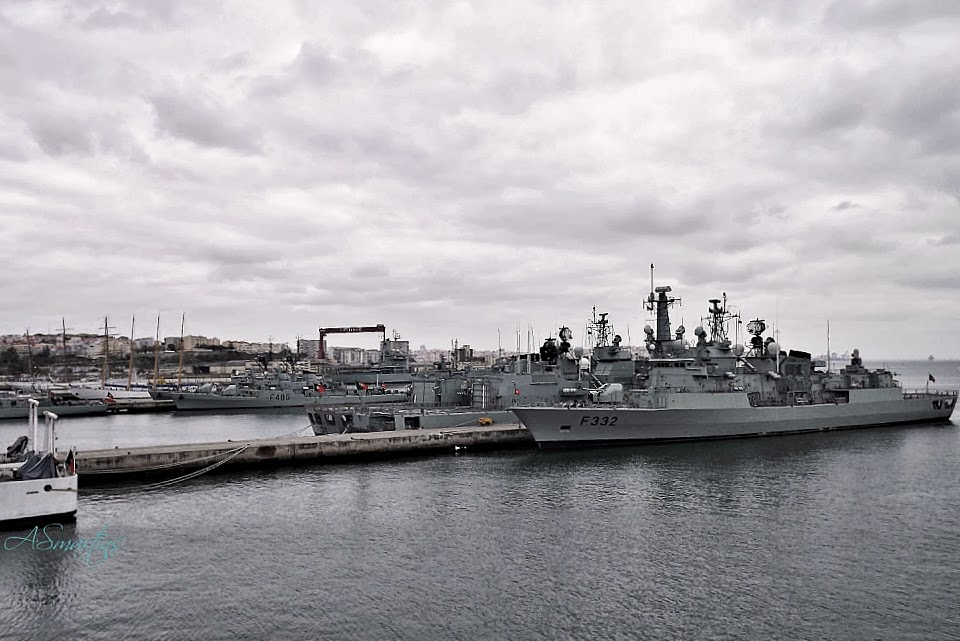
Embarcações da Marinha Portuguesa na Base Naval de Lisboa

A Base Naval de Lisboa (BNL) é um orgão de base da Marinha Portuguesa. Constitui a única grande base operacional da Marinha Portuguesa, estando ali baseada a maioria dos navios da sua Esquadra.
Em virtude da maioria das instalações da BNL se localizarem na antiga Quinta Real do Alfeite, a base é frequentemente referida como "Base Naval do Alfeite".
A BNL está integrada no Perímetro Militar do Alfeite, na margem sul do rio Tejo junto à cidade de Almada, o qual também abrange outras unidades da Marinha, tais como a Escola Naval, a Escola de Tecnologias Navais, o Arsenal do Alfeite e a Base de Fuzileiros.

## História
A Base Naval de Lisboa foi criada oficialmente pelo Decreto n.º 41 989 de, 3 de dezembro de 1958, com o objetivo de apoiar, do ponto de vista logístico, as unidades navais baseadas no porto de Lisboa e de desempenhar as funções da então extinta Intendência de Marinha do Alfeite que incluiam a manutenção de todas as instalações da Armada no Alfeite que não estivessem a cargo de outras entidades. A BNL constituía uma unidade da Armada, cujo comandante - um contra-almirante - estava na dependência direta do chefe do Estado-Maior da Armada.
Lisboa e o vizinho estuário do Tejo constituiram sempre a principal base da Marinha Portuguesa, desde os seus primórdios no século XII, tanto devido à importância da cidade como às ótimas condições de porto natural que o enorme estuário oferece. Durante a época da Expansão Marítima Portuguesa, nos séculos XV e XVI, Lisboa e o Tejo tornaram-se, além de porto comercial, na maior base naval do mundo, constituindo o ponto de partida de Vasco da Gama para a descoberta do caminho marítimo para a Índia.
Até à Primeira Guerra Mundial, na realidade, não existia uma única base naval, mas uma série de pequenas bases e outras instalações localizadas em vários pontos das duas margens do Tejo. Entre outras, no início do século XX, existia o Arsenal da Marinha de Lisboa e a Doca da Marinha junto ao Terreiro do Paço, a Estação de Submersíveis na Doca de Belém, o Centro de Aviação Naval de Lisboa na Doca do Bom Sucesso, a Base da Flotilha Ligeira em Vila Franca de Xira, a Base de Torpedeiros em Vale de Zebro e o Quartel do Corpo de Marinheiros em Alcântara. Oficiosamente, o conjunto destas instalações navais era já ocasionalmente referido como "Base Naval de Lisboa".
Pelo Decreto n.º 5087 de 8 de janeiro de 1919, é organizada a Base Naval de Lisboa, como base naval permanente, tendo como comandante-em-chefe um contra-almirante ou capitão de mar e guerra diretamente subordinado ao Major-General da Armada. A Base Naval de Lisboa incluía na sua organização uma Direção dos Serviços Marítimos, um Serviço de Abastecimentos e uma Superintendência de Defesa Marítima (esta tendo sob as suas ordens as esquadrilhas de defesa aérea, de submersíveis, de caça-minas e de patrulhas, a Estação de Barreiras e Minas e as batarias de defesa das barreiras). Por este decreto também são organizadas as bases navais eventuais de Ponta Delgada, do Porto de Leixões e de São Vicente (Cabo Verde),
No final do século XIX, começou a ser proposta e estudada a construção de um novo arsenal de marinha, uma vez que as condições do Arsenal de Lisboa - cujas instalações haviam sido construídas no século XVIII, no centro da cidade - limitavam o desenvolvimento da sua capacidade de construção naval. O local apontado para a localização do novo arsenal foi o Palácio e Quinta Real do Alfeite - localizados perto de Almada, junto à margem sul do Tejo - utilizados como residência de verão da Família Real Portuguesa desde meados do século XVIII. Com a ideia da construção do novo arsenal no Alfeite, desenvolveu-se também o projeto da concentração no mesmo local de outras instalações da Marinha que se encontravam dispersas. Essa concentração traria, por um lado, maiores facilidades logísticas e, por outro lado, também serviria para afastar os marinheiros da Armada da agitação política de Lisboa.
A seguir ao final da Primeira Guerra Mundial e utilizando-se as indemnizações pagas pela Alemanha a Portugal na condição de vencedor da guerra, foi iniciada a construção das instalações navais no Alfeite. As primeiras instalações concluídas foram as novas casernas do Corpo de Marinheiros que ali se instalou em 1924. A construção do novo arsenal só foi inicializada em 1928, estando concluída em 1937, sendo o mesmo considerado então um dos maiores e melhores estabelecimentos daquele tipo do mundo. Entretanto, foram sendo construídas outras instalações como a Estação Naval do Alfeite e a nova Escola Naval, transformando o Alfeite num enorme complexo naval referido muitas vezes como a "Cidade da Marinha". Para administrar as diversas instalações navais no Alfeite foi estabelecida a Intendência de Marinha do Alfeite.
Os diversos navios, unidades, serviços e pessoal da Marinha seriam sucessivamente transferidos para o Alfeite até à década de 1950. A 3 de dezembro de 1958, foi criada oficialmente a Base Naval de Lisboa, sediada no Alfeite, sendo extinta a Intendência de Marinha do Alfeite.